# 盧什尼基 (盧布尼區)
50°7′59″N 32°59′39″E / 50.13306°N 32.99417°E
盧什尼基（烏克蘭語：Лушники），是烏克蘭的村落，位於該國中部波爾塔瓦州，由盧布尼區負責管轄，處於烏代河畔，分別距離哈列普齊0.5公里和希特齊3公里，海拔高度95米，2001年人口95。